# Воробьи (Нытвенский район)
Воробьи — село в составе Нытвенского городского округа в Пермском крае.

## Географическое положение
Село расположено в восточной части округа на расстоянии примерно 7 километров по прямой на север-северо-восток от города Нытва.

## Климат
Климат характеризуется как умеренно континентальный, с морозной снежной зимой и коротким тёплым летом. Средняя многолетняя температура самого холодного месяца (января) составляет −15…−18,5 °C, температура самого тёплого (июля) 15—18,5 °C. Длительность вегетационного периода (с температурой выше +5 °C колеблется от 145 до 165 дней. Среднегодовое количество осадков — 550—600 мм.

## История
Село известно с 1782—1783 годов как деревня Воробьева, с 1834 года село Воробьевское. Село до 2020 года входило в состав Нытвенского городского поселения Нытвенского района. После упразднения обоих муниципальных образований входит в состав Нытвенского городского округа.

## Население
Постоянное население составляло 300 человека в 2002 году (83 % русские), 237 человек в 2010 году.